# Atsushi Yamaguchi
Atsushi Yamaguchi (山口 篤史 Yamaguchi Atsushi?), född 8 juli 1980 i Kanagawa prefektur, är en japansk före detta fotbollsspelare.
Yamaguchi började sin karriär 1999 i Otsuka Pharmaceutical (Tokushima Vortis). 2008 flyttade han till Banditonce Kakogawa. Han avslutade karriären 2009.